# 33634 Strickler
33634 Strickler è un asteroide della fascia principale. Scoperto nel 1999, presenta un'orbita caratterizzata da un semiasse maggiore pari a 2,3214093 UA e da un'eccentricità di 0,1386360, inclinata di 6,98404° rispetto all'eclittica.